# 열애 (2013년 영화)
"열애"는 대한민국에서 제작된 배태섭 감독의 2013년 드라마 영화이다. 전광렬 등이 주연으로 출연하였다.

## 출연

### 주연
- 전광렬
- 황신혜
- 전미선
- 성훈
- 최윤영
- 심지호
- 주현
- 진서연
- 강서준
- 정찬

### 조연
- 우희진
- 오대규
- 서현
- 강신일
- 송채환
- 이한위
- 전수경
- 김윤서
- 이정혁
- 김혜지
- 윤미라
- 박성민
- 이원근
- 이혜인
- 김충길
- 김준형
- 무진성